# Lucas Radebe
Lucas Radebe (Diepkloof, 12 april 1969) is een voormalig voetballer, afkomstig uit Zuid-Afrika. Over het algemeen speelde Radebe als centrale verdediger, alhoewel hij met voetballen begon als keeper en daarna als middenvelder. Radebe kwam tijdens zijn professionele voetbalcarrière uit voor slechts twee verschillende clubs. Dit waren het Zuid-Afrikaanse Kaizer Chiefs en het Engelse Leeds United. In het seizoen 2004/2005 besloot hij op 36-jarige leeftijd een punt achter zijn carrière te zetten.

## Voor de voetbalcarrière
Lucas Radebe werd op 12 april 1969 geboren in Diepkloof. Dat is een township in Soweto, wat op haar beurt weer een stadsdeel is van de miljoenenstad Johannesburg. Hij was een van de elf kinderen die het gezin telde. Op vijftienjarige leeftijd werd hij echter door zijn ouders naar Bophuthatswana gestuurd. Dit was een thuisland in Zuid-Afrika voor de oorspronkelijke, zwarte bevolking van het land tijdens de apartheid. Ze deden dit vanwege de onveilige situatie waarin het gezin leefde in Diepkloof. Om zich niet te vervelen in Bophuthatswana besloot Lucas Radebe te gaan voetballen. Dit deed hij aanvankelijk als keeper, totdat hij gescout werd door een van de grotere clubs van Zuid-Afrika, Kaizer Chiefs.

## Kaizer Chiefs
In 1990 tekende Lucas Radebe een contract bij Kaizer Chiefs. In plaats van de positie van doelman kwam hij hier te spelen als middenvelder. Later zou hij een linie naar achteren gehaald worden, waardoor hij de rol van centrale verdediger op zich nam. Dit zou hij de rest van zijn carrière blijven doen. Hij groeide bij de club al snel uit tot vaste kracht binnen de lijnen. 

Met Kaizer Chiefs behaalde Lucas Radebe veel successen. Zo werd hij vanwege zijn goede spel in 1992 voor het eerst opgeroepen om deel uit te maken van de nationale selectie van Zuid-Afrika en maakte dat jaar ook zijn debuut. Daarnaast werd hij met Kaizer Chiefs twee keer kampioen van Zuid-Afrika, namelijk in 1991 en in 1992. Ook won hij drie keer de BP Top 8, tegenwoordig MTN 8 genaamd. Dit is een soort supercup, waaraan de acht best presterende de teams van het afgelopen seizoen deelnemen. 

Volgens eigen zeggen was het vanwege zijn goede spel dat hij in 1991 neergeschoten werd. Hij beweert namelijk dat de toedracht van de dader was dat Lucas Radebe dan niet van club kon verwisselen. Ondanks dat hij niet zwaargewond raakte, was hij toch een tijd uitgeschakeld. Mede vanwege het schietincident besloot Lucas Radebe in 1994 Zuid-Afrika te verlaten en een contract bij een Europese club te tekenen. In totaal speelde hij 113 wedstrijden voor Kaizer Chiefs. Daarin was hij vijf keer in staat te scoren.

## Leeds United
In 1994 tekende Lucas Radebe een contract bij de Engelse subtopper Leeds United. De club betaalde een transfersom van 250.000 pond aan Kaizer Chiefs om Radebe naar Engeland te halen. Dat seizoen werd ook landgenoot van Radebe, Phil Masinga, gekocht door Leeds. Hij kwam echter niet over van Kaizer Chiefs, maar van Mamelodi Sundowns. Het eerste seizoen van het Zuid-Afrikaanse duo bij de club was met een vijfde plaats, die recht gaf op Europees voetbal, al direct succesvol. Radebe speelde dat seizoen echter maar twaalf wedstrijden. Het duurde tot het seizoen 1996/1997 voordat Radebe daadwerkelijk een vaste basisplaats kreeg. 

Uiteindelijk werd Lucas Radebe benoemd tot aanvoerder van de club. Ook kreeg hij de bijnaam "The Chief", deels vanwege zijn vorige club en deels vanwege zijn leiderskwaliteiten. Vijf jaar achter elkaar, van 1998 tot en met 2002 eindigde Radebe met Leeds United in de top vijf van de Premier League. In het seizoen 2001/2002 stond het zelfs de eerste seizoenshelft op de eerste plaats in de Engelse competitie. Door deze goede prestaties mocht Leeds zowel aan de UEFA Cup als zelfs aan de Champions League meedoen. In dat laatstgenoemde continentale bekertoernooi bereikte Lucas Radebe met Leeds United in 2001 de halve finale. Daarin werd verloren van Valencia CF. Een jaar eerder was al de halve finale van de UEFA Cup gehaald, waarin Leeds United verloor van de uiteindelijke winnaars, Galatasaray SK. 

Vanaf het seizoen maakte Lucas Radebe de terugval van Leeds United mee. Dat seizoen begon nog goed en Leeds stond lange tijd derde. In november zakte de club echter weg naar de zestiende plaats. Uiteindelijk eindigde Leeds United dat seizoen als vijftiende en ontweek daarmee ternauwernood degradatie. De slechte prestaties kwamen onder meer door het vertrek van topspelers Olivier Dacourt, Rio Ferdinand, Robbie Fowler, Robbie Keane en Jonathan Woodgate. Dat deze spelers de club moesten verlaten kwam door een financiële crisis waar Leeds United mee te kampen had. Het seizoen erop, 2003/2004, was echter desastreus. Toen degradeerde Lucas Radebe samen met Leeds naar de Football League Championship door als negentiende te eindigen in de Premier League.

In zijn laatste seizoen bij de club, 2004/2005, wist Lucas Radebe niet Leeds United een directe promotie terug naar de Premier League te bezorgen. De club eindigde namelijk op een teleurstellende veertiende plaats in de op een na hoogste competitie van Engeland. Door zijn hoge leeftijd en de slechte prestaties met Leeds besloot Radebe dat seizoen zijn carrière te beëindigen. Voor Leeds United speelde een totaal van 200 competitiewedstrijden. Daarin kwam hij echter nooit aan scoren toe.

## Interlandcarrière
Op 7 juli 1992 mocht Lucas Radebe zijn eerste interland voor Zuid-Afrika spelen. Dit was in een wedstrijd tegen Kameroen. Met Zuid-Afrika won hij in 1996 de African Nations Cup. Het was de eerste keer dat Zuid-Afrika deze beker won. In de finale, gespeeld in Johannesburg, werd Tunesië met 2-0 verslagen door twee doelpunten van de uiteindelijke topscorer van het toernooi Mark Williams. 

Radebe was aanvoerder van Zuid-Afrika tijdens zowel het WK 1998, gehouden in Frankrijk en het WK 2002 in Japan en Zuid-Korea. Op 22 mei 2003 speelde hij zijn laatste interland voor Zuid-Afrika in een wedstrijd tegen Engeland. In totaal speelde Radebe 70 interlands voor zijn vaderland. Daarin scoorde hij twee keer.
| Interlands van Lucas Radebe voor Zuid-Afrika | Interlands van Lucas Radebe voor Zuid-Afrika | Interlands van Lucas Radebe voor Zuid-Afrika | Interlands van Lucas Radebe voor Zuid-Afrika | Interlands van Lucas Radebe voor Zuid-Afrika | Interlands van Lucas Radebe voor Zuid-Afrika |
| №                                            | Datum                                        | Wedstrijd                                    | Uitslag                                      | Competitie                                   | Goals                                        |
| -------------------------------------------- | -------------------------------------------- | -------------------------------------------- | -------------------------------------------- | -------------------------------------------- | -------------------------------------------- |
| 1                                            | 07 Jul 1992                                  | Zuid-Afrika – Kameroen                       | 1–0                                          | Vriendschappelijk                            |                                              |
| 2                                            | 09 Jul 1992                                  | Zuid-Afrika – Kameroen                       | 1–2                                          | Vriendschappelijk                            |                                              |
| 3                                            | 11 Jul 1992                                  | Zuid-Afrika – Kameroen                       | 2–2                                          | Vriendschappelijk                            |                                              |
| 4                                            | 16 Aug 1992                                  | Zimbabwe – Zuid-Afrika                       | 4–1                                          | Africa Cup-kwalificatie                      |                                              |
| 5                                            | 10 Oct 1992                                  | Nigeria – Zuid-Afrika                        | 4–0                                          | WK-kwalificatie                              |                                              |
| 6                                            | 10 Jan 1993                                  | Botswana – Zuid-Afrika                       | 0–2                                          | Vriendschappelijk                            |                                              |
| 7                                            | 16 Jan 1993                                  | Zuid-Afrika – Nigeria                        | 0–0                                          | WK-kwalificatie                              |                                              |
| 8                                            | 31 Jan 1993                                  | Congo-Brazzaville – Zuid-Afrika              | 0–1                                          | WK-kwalificatie                              |                                              |
| 9                                            | 10 Apr 1993                                  | Zuid-Afrika – Mauritius                      | 0–0                                          | Africa Cup-kwalificatie                      |                                              |
| 10                                           | 06 Oct 1993                                  | Mexico – Zuid-Afrika                         | 4–0                                          | Vriendschappelijk                            |                                              |
| 11                                           | 24 Apr 1994                                  | Zuid-Afrika – Zimbabwe                       | 1–0                                          | Vriendschappelijk                            |                                              |
| 12                                           | 10 May 1994                                  | Zuid-Afrika – Zambia                         | 2–1                                          | Vriendschappelijk                            |                                              |
| 13                                           | 04 Sep 1994                                  | Madagaskar – Zuid-Afrika                     | 0–1                                          | Africa Cup-kwalificatie                      |                                              |
| 14                                           | 15 Oct 1994                                  | Zuid-Afrika – Mauritius                      | 1–0                                          | Africa Cup-kwalificatie                      |                                              |
| 15                                           | 13 Nov 1994                                  | Zambia – Zuid-Afrika                         | 1–1                                          | Africa Cup-kwalificatie                      |                                              |
| 16                                           | 20 Jan 1996                                  | Zuid-Afrika – Angola                         | 1–0                                          | Africa Cup                                   |                                              |
| 17                                           | 24 Jan 1996                                  | Zuid-Afrika – Egypte                         | 0–1                                          | Africa Cup                                   |                                              |
| 18                                           | 27 Jan 1996                                  | Zuid-Afrika – Algerije                       | 2–1                                          | Africa Cup                                   |                                              |
| 19                                           | 31 Jan 1996                                  | Zuid-Afrika – Ghana                          | 3–0                                          | Africa Cup                                   |                                              |
| 20                                           | 03 Feb 1996                                  | Zuid-Afrika – Tunesië                        | 2–0                                          | Africa Cup                                   |                                              |
| 21                                           | 24 Apr 1996                                  | Zuid-Afrika – Brazilië                       | 2–3                                          | Vriendschappelijk                            |                                              |
| 22                                           | 01 Jun 1996                                  | Malawi – Zuid-Afrika                         | 0–1                                          | WK-kwalificatie                              |                                              |
| 23                                           | 15 Jun 1996                                  | Zuid-Afrika – Malawi                         | 3–0                                          | WK-kwalificatie                              |                                              |
| 24                                           | 10 Nov 1996                                  | Zuid-Afrika – Zaïre                          | 1–0                                          | WK-kwalificatie                              |                                              |
| 25                                           | 11 Jan 1997                                  | Zambia – Zuid-Afrika                         | 0–0                                          | WK-kwalificatie                              |                                              |
| 26                                           | 06 Apr 1997                                  | Congo-Brazzaville – Zuid-Afrika              | 2–0                                          | WK-kwalificatie                              |                                              |
| 27                                           | 27 Apr 1997                                  | Zaïre – Zuid-Afrika                          | 1–2                                          | WK-kwalificatie                              |                                              |
| 28                                           | 24 May 1997                                  | Engeland – Zuid-Afrika                       | 2–1                                          | Vriendschappelijk                            |                                              |
| 29                                           | 04 Jun 1997                                  | Zuid-Afrika – Nederland                      | 0–2                                          | Vriendschappelijk                            |                                              |
| 30                                           | 08 Jun 1997                                  | Zuid-Afrika – Zambia                         | 3–0                                          | WK-kwalificatie                              |                                              |
| 31                                           | 16 Aug 1997                                  | Zuid-Afrika – Congo-Brazzaville              | 1–0                                          | WK-kwalificatie                              |                                              |
| 32                                           | 11 Oct 1997                                  | Frankrijk – Zuid-Afrika                      | 2–1                                          | Vriendschappelijk                            |                                              |
| 33                                           | 15 Nov 1997                                  | Duitsland – Zuid-Afrika                      | 3–0                                          | Vriendschappelijk                            |                                              |
| 34                                           | 07 Dec 1997                                  | Zuid-Afrika – Brazilië                       | 1–2                                          | Vriendschappelijk                            |                                              |
| 35                                           | 17 Dec 1997                                  | Uruguay – Zuid-Afrika                        | 4–3                                          | FIFA Confederations Cup                      | Goal                                         |
| 36                                           | 08 Feb 1998                                  | Zuid-Afrika – Angola                         | 0–0                                          | Africa Cup                                   |                                              |
| 37                                           | 11 Feb 1998                                  | Zuid-Afrika – Ivoorkust                      | 1–1                                          | Africa Cup                                   |                                              |
| 38                                           | 16 Feb 1998                                  | Zuid-Afrika – Namibië                        | 4–1                                          | Africa Cup                                   |                                              |
| 39                                           | 22 Feb 1998                                  | Zuid-Afrika – Marokko                        | 2–1                                          | Africa Cup                                   |                                              |
| 40                                           | 25 Feb 1998                                  | Zuid-Afrika – Congo-Kinshasa                 | 2–1                                          | Africa Cup                                   |                                              |
| 41                                           | 28 Feb 1998                                  | Zuid-Afrika – Egypte                         | 0–2                                          | Africa Cup                                   |                                              |
| 42                                           | 20 May 1998                                  | Zuid-Afrika – Zambia                         | 1–1                                          | Vriendschappelijk                            |                                              |
| 43                                           | 25 May 1998                                  | Argentinië – Zuid-Afrika                     | 2–0                                          | Vriendschappelijk                            |                                              |
| 44                                           | 06 Jun 1998                                  | Zuid-Afrika – IJsland                        | 1–1                                          | Vriendschappelijk                            |                                              |
| 45                                           | 12 Jun 1998                                  | Frankrijk – Zuid-Afrika                      | 3–0                                          | WK-eindronde                                 |                                              |
| 46                                           | 18 Jun 1998                                  | Denemarken – Zuid-Afrika                     | 1–1                                          | WK-eindronde                                 |                                              |
| 47                                           | 24 Jun 1998                                  | Zuid-Afrika – Saoedi-Arabië                  | 2–2                                          | WK-eindronde                                 |                                              |
| 48                                           | 03 Oct 1998                                  | Zuid-Afrika – Angola                         | 1–0                                          | Africa Cup-kwalificatie                      |                                              |
| 49                                           | 23 Jan 1999                                  | Mauritius – Zuid-Afrika                      | 1–1                                          | Africa Cup-kwalificatie                      |                                              |
| 50                                           | 27 Feb 1999                                  | Zuid-Afrika – Gabon                          | 4–1                                          | Africa Cup-kwalificatie                      |                                              |
| 51                                           | 10 Apr 1999                                  | Gabon – Zuid-Afrika                          | 1–0                                          | Africa Cup-kwalificatie                      |                                              |
| 52                                           | 28 Apr 1999                                  | Denemarken – Zuid-Afrika                     | 1–1                                          | Vriendschappelijk                            |                                              |
| 53                                           | 05 Jun 1999                                  | Zuid-Afrika – Mauritius                      | 2–0                                          | Africa Cup-kwalificatie                      |                                              |
| 54                                           | 16 Jun 1999                                  | Zuid-Afrika – Zimbabwe                       | 0–1                                          | Vriendschappelijk                            |                                              |
| 55                                           | 27 Nov 1999                                  | Zuid-Afrika – Zweden                         | 1–0                                          | Vriendschappelijk                            |                                              |
| 56                                           | 23 Jan 2000                                  | Zuid-Afrika – Gabon                          | 3–1                                          | Africa Cup                                   |                                              |
| 57                                           | 27 Jan 2000                                  | Zuid-Afrika – Congo-Kinshasa                 | 1–0                                          | Africa Cup                                   |                                              |
| 58                                           | 02 Feb 2000                                  | Zuid-Afrika – Algerije                       | 1–1                                          | Africa Cup                                   |                                              |
| 59                                           | 06 Feb 2000                                  | Ghana – Zuid-Afrika                          | 0–1                                          | Africa Cup                                   |                                              |
| 60                                           | 10 Feb 2000                                  | Nigeria – Zuid-Afrika                        | 2–0                                          | Africa Cup                                   |                                              |
| 61                                           | 12 Feb 2000                                  | Zuid-Afrika – Tunesië                        | 2–2                                          | Africa Cup                                   |                                              |
| 62                                           | 16 Dec 2000                                  | Zuid-Afrika – Liberia                        | 2–1                                          | Africa Cup-kwalificatie                      |                                              |
| 63                                           | 27 Jan 2001                                  | Zuid-Afrika – Burkina Faso                   | 1–0                                          | WK-kwalificatie                              |                                              |
| 64                                           | 12 May 2002                                  | Zuid-Afrika – Madagaskar                     | 1–0                                          | Vriendschappelijk                            |                                              |
| 65                                           | 20 May 2002                                  | Zuid-Afrika – Schotland                      | 2–0                                          | Vriendschappelijk                            |                                              |
| 66                                           | 23 May 2002                                  | Turkije – Zuid-Afrika                        | 0–2                                          | Vriendschappelijk                            |                                              |
| 67                                           | 02 Jun 2002                                  | Paraguay – Zuid-Afrika                       | 2–2                                          | WK-eindronde                                 |                                              |
| 68                                           | 08 Jun 2002                                  | Zuid-Afrika – Slovenië                       | 1–0                                          | WK-eindronde                                 |                                              |
| 69                                           | 12 Jun 2002                                  | Zuid-Afrika – Spanje                         | 2–3                                          | WK-eindronde                                 | Goal                                         |
| 70                                           | 22 May 2003                                  | Zuid-Afrika – Engeland                       | 1–2                                          | Vriendschappelijk                            |                                              |
| 71                                           | 14 Jun 2003                                  | Zuid-Afrika – Trinidad en Tobago             | 2–1                                          | Vriendschappelijk                            |                                              |

## Na de voetbalcarrière
Nadat Radebe besloten had te stoppen met voetbal, speelde hij op 2 mei 2005 een afscheidswedstrijd op Elland Road, het thuisstadion van Leeds United. In deze wedstrijd speelde onder anderen Jerrel Hasselbaink, Mario Melchiot, Clyde Wijnhard, Eirik Bakke en Phil Masinga mee. Daarnaast speelde hij ook nog een afscheidswedstrijd in Durban, Zuid-Afrika. De opbrengsten van beide wedstrijden plus extra opgehaald geld gingen naar het goede doel.
Oorspronkelijk zou Radebe Zuid-Afrika gaan helpen met WK 2010, wat in dat land gehouden wordt. In 2006 trok hij zich echter terug, omdat hij geen baan aangeboden kreeg en dat ook niet meer verwachtte. Ook accepteerde hij geen ceremoniële functie meer.
Graeme Friedman schreef een boek over Radebe en diens landgenoot en voetballer Mark Fish. Het boek draagt de titel "Madiba's Boys The Stories of Lucas Radebe and Mark Fish". Het voorwoord werd geschreven door de oud-president van Zuid-Afrika, Nelson Mandela. Radebe en Mandela hebben sowieso een vriendschappelijke band met elkaar. Toen Mandela een keer Leeds bezocht, noemde hij Radebe zijn held.

## Trivia
De Britse band Kaiser Chiefs zegt zichzelf naar de oude voetbalclub van Lucas Radebe, Kaizer Chiefs, vernoemd te hebben. Alle leden van de groep zijn namelijk fan van Leeds United en hebben daar elf seizoenen kunnen genieten van het spel van Lucas Radebe. Volgens de leden heeft Radebe een grote invloed op hen gehad tijdens hun jeugd.

In 2004 werd hem de 54ste plaats op de lijst van de Grootste Zuid-Afrikaan aller tijden toebedeeld. Dit kwam niet alleen vanwege zijn goede voetbal, maar ook vanwege zijn inzet voor goede doelen. Zo is hij ambassadeur voor SOS Kinderdorpen.

## Erelijst
- Kampioen van Zuid-Afrika: 1991, 1992 (Kaizer Chiefs)
- BP Top 8: 1991, 1992, 1994 (Kaizer Chiefs)
- African Nations Cup: 1996 (Zuid-Afrika)
- Vice-kampioen League Cup: 1996 (Leeds United)
- FIFA Fair Play Award: 2000 (Leeds United, voor de strijd tegen racisme)